# Kontra amerykańska
Kontra amerykańska to w brydżu odmiana kontry, najczęściej na odzwykę sztuczną lub wieloznaczą, która jest albo karna (pokazuje długi kolor w kontrowanym kolorze) albo wywoławcza (obiecuje krótkość w skontrowanym kolorze i przynajmniej po trzy karty w pozostałych kolorach).  Kontrę amerykańską można na przykład używać w sytuacjach kiedy przeciwnik otworzył Multi 2♦ i jego partner odpowiedział 2♥ lub 2♠ które jest do koloru partnera.